# Weismanniola agdistiformis
Weismanniola agdistiformis är en fjärilsart som beskrevs av Otto Staudinger 1919. Weismanniola agdistiformis ingår i släktet Weismanniola och familjen glasvingar. Inga underarter finns listade i Catalogue of Life.